# Sison (Pangasinan)
Sison è una municipalità di terza classe delle Filippine, situata nella Provincia di Pangasinan, nella regione di Ilocos.
Sison è formata da 28 baranggay:
- Agat
- Alibeng
- Amagbagan
- Artacho
- Asan Norte
- Asan Sur
- Bantay Insik
- Bila
- Binmeckeg
- Bulaoen East
- Bulaoen West
- Cabaritan
- Calunetan
- Camangaan

- Cauringan
- Dungon
- Esperanza
- Inmalog
- Killo
- Labayug
- Paldit
- Pindangan
- Pinmilapil
- Poblacion Central
- Poblacion Norte
- Poblacion Sur
- Sagunto
- Tara-tara